# NGC 1258
NGC 1258 este o intermediate spiral galaxy⁠(d) situată în constelația Eridanul. A fost descoperită în 1886 de către Francis Leavenworth.